# Novi primitivizem
Novi primitivizem (poznano tudi kot New Primitives) je bilo urbano popkulturno gibanje osemdesetih let v Sarajevu. Glavni akterji gibanja so bili Elvis J. Kurtović, Nele Karajlić, Dražen Ričl, Sejo Sexon, Branko Đurić in drugi iz sarajevske četrti Koševo. Najbolj znani projekti, ki so izšli iz gibanja novi primitivizem, so Zabranjeno pušenje, Top lista nadrealista, Elvis J. Kurtović & His Meteors, Plavi orkestar, Crvena jabuka. Gibanje se je večinoma izražalo skozi glasbo, a je bilo prisotno tudi na radiu in televiziji.
Vodilo novega primitivizma je bil humor in urbana kultura sarajevske mladine. Pomembne sestavine so bile uporaba slenga sarajevskih mahal, bogatega s turcizmi, ter obravnavanje življenja običajnih ljudi, delavcev, malih tatov ipd.